# نورمن کریم

نورمن کریم - مهندس و مدیر مهندسی (۱۹۳۳–۱۹۴۸) ریتون، معاون رئیس بخش لامپ‌های گیرنده (۱۹۴۸–۱۹۵۰) و معاون رئیس شرکت لامپ‌های گیرنده ریتون، لامپ‌های اشعه کاتدی و بخش نیم‌رسانا (۱۹۵۰–۱۹۶۱). مدیر عامل و مشاور رادیو شاک. به عنوان مورخ ریتون بازنشسته شد

نورمن (نُرم) بی کریم (۱۹۱۳–۲۰۱۱) مهندس الکترونیک و مجری مهندسی آمریکایی بود. تلاش وی برای ساخت یک ترانزیستور برای بازار آزمایشگر-علاقمند آماتور الکترونیک، به هموار کردن مسیر نسلی از مهندسان و تکنسین‌های الکترونیکی آمریکایی در طول رقابت فضایی بین ایالات متحده و اتحاد جماهیر شوروی کمک کرد.
نتیجه این شد که یک نسل کامل از مهندسان مشتاق - بچه‌هایی که واقعاً در گاراژها و زیرزمین‌هایشان کار می‌کنند - باید انواع پروژه‌های الکترونیکی را بسازند. بسیاری از آن‌ها مهندس شدند. - هری گلدشتاین، سردبیر مجله IEEE اسپکتروم.

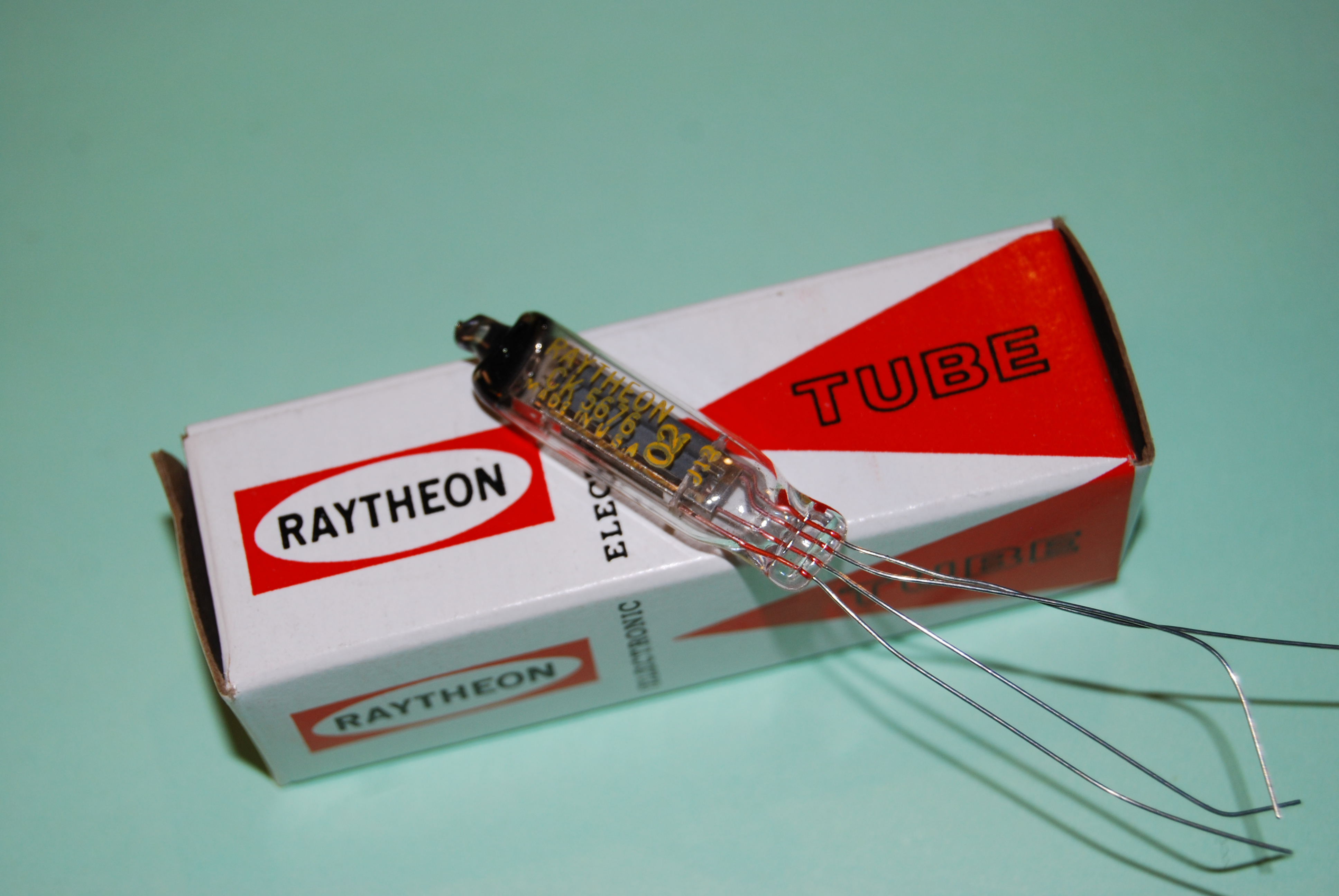
لامپ خلاء ریزساخت ریتون

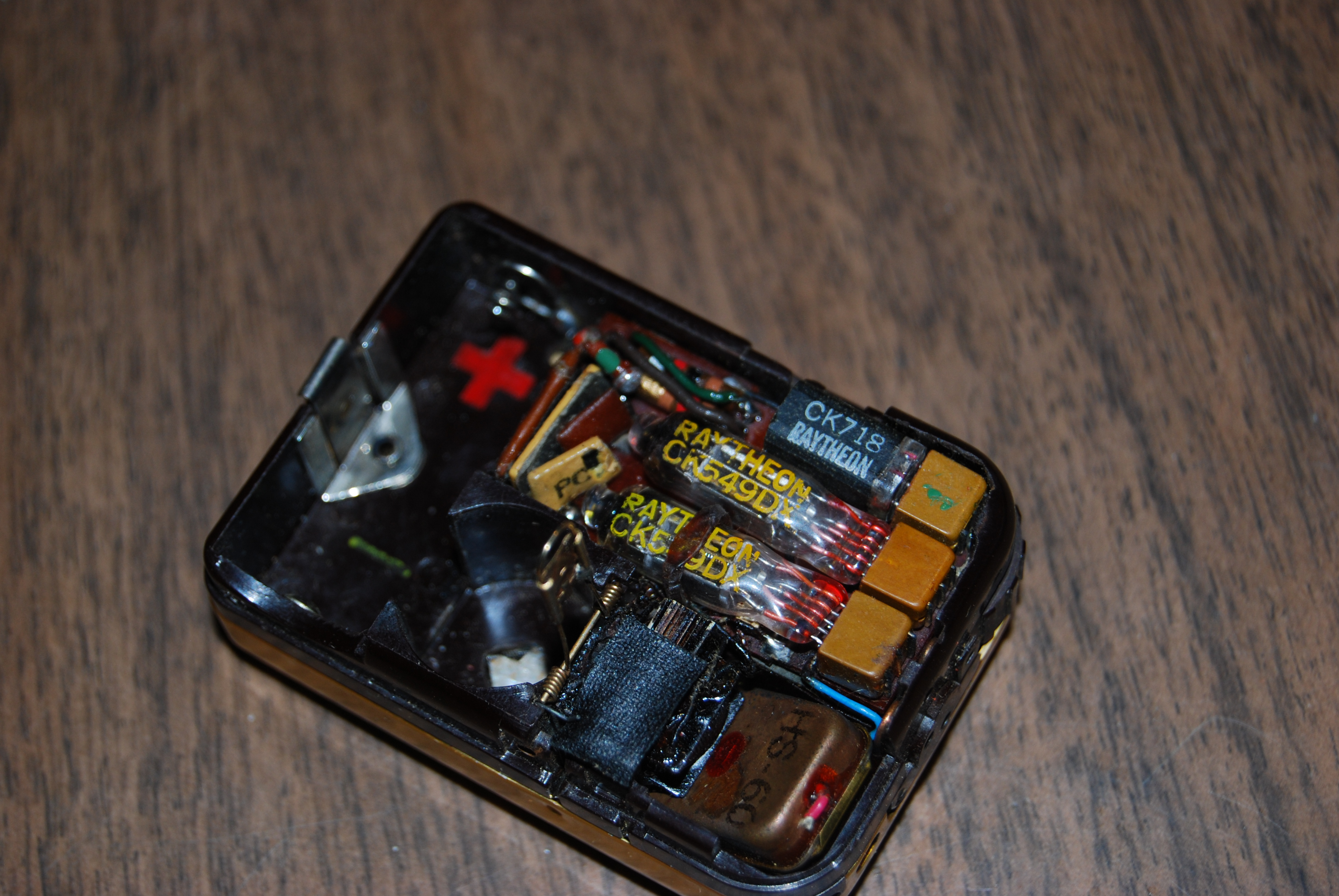
۱۹۵۴ سمعک آکوستیکون با طراحی دورگه سمعک لامپی ریتون CK549DX و سمعک ترانزیستوریریتون CK718